# Ermita de El Carmen (Langreo)

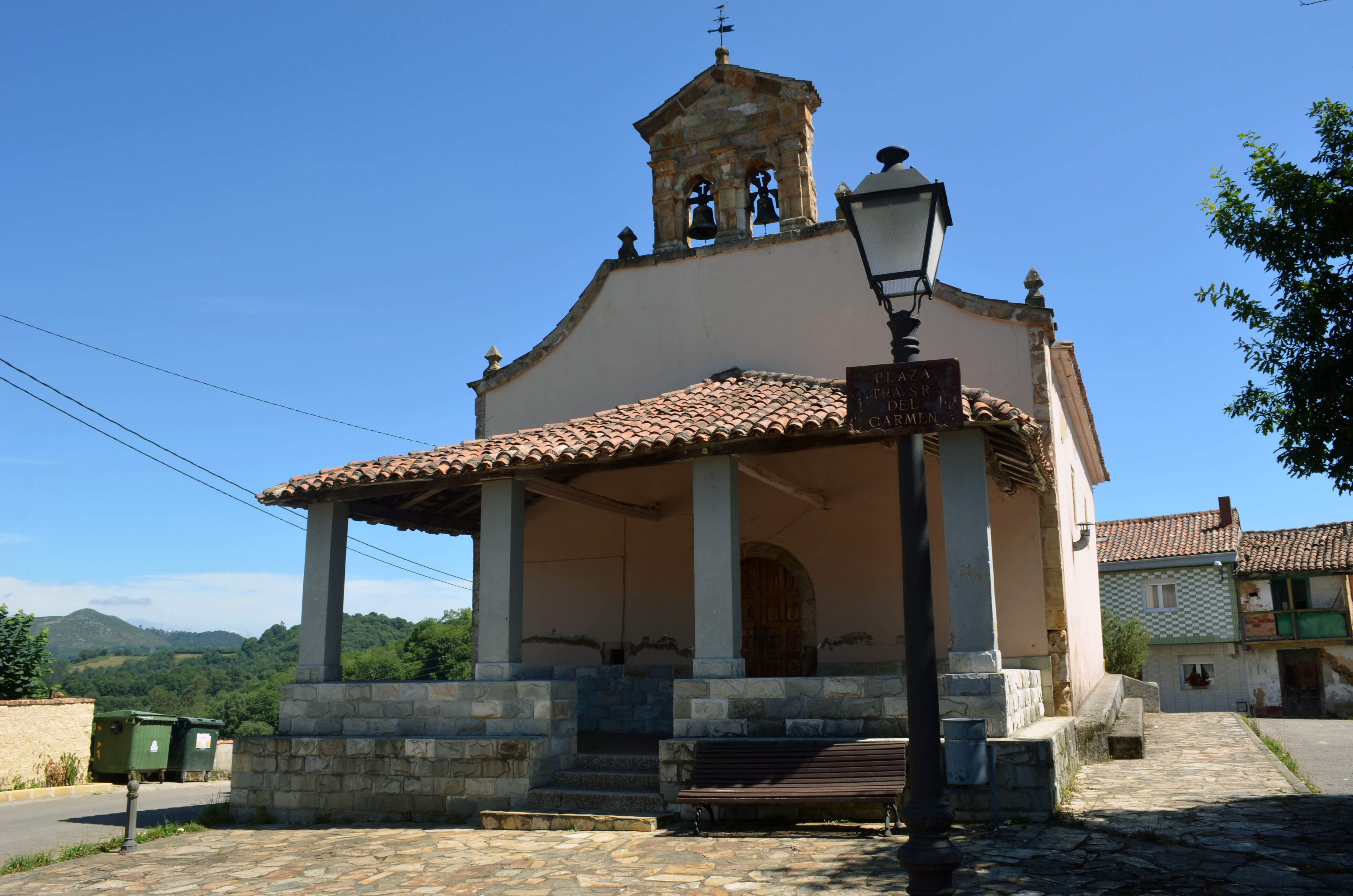
Ermita en la plaza de la iglesia

La ermita de Nuestra Señora de El Carmen es un pequeño santuario ubicado en el pueblo de El Carmen, en la parroquia asturiana de La Venta (municipio de Langreo).

## Descripción
El templo fue construido en el siglo XVII con influencia neoclásica. En 1688 se funda una Cofradía que se encarga de la protección del santuario, firmando dicho documento en Turiellos. Tiene planta rectangular, nave única y pórtico construido en 1731. En 1761 se eliminaron dos altares laterales. La fachada se remata con una espadaña doble. En su interior, donde existe un coro de madera, se venera a la virgen del Carmen. En la plaza del templo la cofradía había plantado en 1763 seis robles de los que sólo se conserva uno. En la sacristía se conservan restos de la antigua casa de novenas, en su momento adosada a la ermita. En su momento el santuario gozó de popularidad en la zona llegando peregrinos de diferentes lugares, especialmente del camino real que procedente de Castilla, iba de Mieres a Langreo. Se encuentra en una cima entre los valles de Langreo y Mieres.
Delante de la ermita se conserva la Casa de Devotos donde pernoctaban los peregrinos, siendo posteriormente escuela y hoy vivienda y bar.